# Конка Спекијула (Лече)
Конка Спекијула (итал. Conca Specchiulla) је насеље у Италији у округу Лече, региону Апулија.
Према процени из 2011. у насељу је живело 11 становника. Насеље се налази на надморској висини од 19 м.